# Маршал МНР
Маршал Монгольской Народной Республики (монг. Бүгд Найрамдах Монгол Ард Улсын маршал) или Маршал МНР (монг. БНМАУ-ын маршал) — высшее воинское звание в Монгольской народно-революционной армии МНР. Является аналогом звания Маршал Советского Союза.
Следовало за званием «Генерал армии» и являлось высшим званием для военнослужащих Монгольской народно-революционной армии.

## История
Звание учреждено в 1936 году присвоением Хорлогийну Чойбалсану и Гэлэгдоржийну Дэмиду. Упразднено в 1991 году со смертью Юмжагийна Цеденбала.

## Положение о звании
Звание Маршала МНР присваивалось только высшим партийным деятелям и наиболее выдающимся офицерам Монгольской Народно-революционной армии.

## Знаки различия
Знаки различия Маршала МНР в 1944—1972 годах согласно Постановлению Президиума Малого Хурала МНР от 18 апреля 1944 года № 22: Эполеты - полоса круга и погона вышивалась красной шелковой ниткой, белая полоса круга и погона - гладкосеребряной ниткой (мишурой). Орнаментный узор погона изготавливался из позолоченного галуна. Полоса на погоне и круге шириной 1 см изготавливалась из гладкого золочёного галуна. Круги эполета изготавливались из золочёной канители и накладывались друг на друга усечённым конусом.
Знак различия Маршала МНР «Давхар ульдзы» и круг из лаврового венка вышивался позолоченной канителью. Круг между красной полосой и лавровым венком, а также полоса на погоне изготавливались из позолоченной канители. Бахрома эполета, длиной 5 см - из позолоченной канители.
Погоны твердые изготавливались из золочёной канители. Поле погона гладкое, орнаментный узор выпуклый. Государственный герб и знак различия вышиты ниткой из позолоченной канители или мишуры. Погон окантован красным суконным кантом по всем сторонам, кроме нижней. Пуговица металлическая, позолоченная с Государственным гербом. Размер погона 6,5х14 см. Пятиконечная звезда на погоне вышивалась позолоченной канителью или мишурой. Пуговицы на погонах диаметром 15 мм позолоченные, с государственным гербом.
Нарукавный знак различия мундира - поле нарукавного знака из позолоченного галуна, ширина 7 см. Посередине поля шитый красными шелковыми нитками двухсложный орнамент. По обеим сторонам орнамента голубые полосы, шитые шелковой ниткой. Верхний край обшлага имел окантовку из витой позолоченной канители. Сверху знака обшлага нашивались две посеребренные лавровые ветви с красной окантовкой. Выше, посередине ветвей, серебристая пятиконечная звезда в красной окантовке. Воротник мундира - изготовлялся из того же материала и того же рисунка, что и нарукавный знак, шириной 4 см. Воротник по краю окантовывался позолоченной витой канителью.
Околыш фуражки - орнамент на околыше двухсложный, изготовлялся из того же материала и того же рисунка, что и нарукавный знак различия. Спереди околыша две посеребренные лавровые ветви, посередине которых прикреплялась серебристая кокарда с золотистой пятиконечной звездой. Над козырьком помешался шнур, изготовленный из позолоченной витой канители. Петлицы на шинели - изготовлялись по типу существующего ромбовидного образца. На красном поле орнамент из позолоченного галуна, шириной 1 см. Кант петлиц из позолоченной витой канители. На синем поле размещена пятиконечная звезда, вышитая золотистой канителью.

## Носители звания
| № | Имя                 | Портрет | Годы жизни | Дата присвоения звания |
| - | ------------------- | ------- | ---------- | ---------------------- |
| 1 | Хорлогийн Чойбалсан |         | 1895—1952  | 1936                   |
| 2 | Гэлэгдоржийн Дэмид  |         | 1900—1937  | 1936                   |
| 3 | Юмжагийн Цеденбал   |         | 1916—1991  | 1979                   |

## Галерея

Петлицы на воротник в 1936—1944 годах[3][4]
Нарукавные шевроны в 1936—1944 годах[5][6]
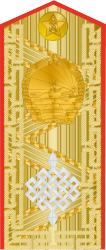
Погон в 1944—1972 годах
Погон в 1972—1992 годах[1]
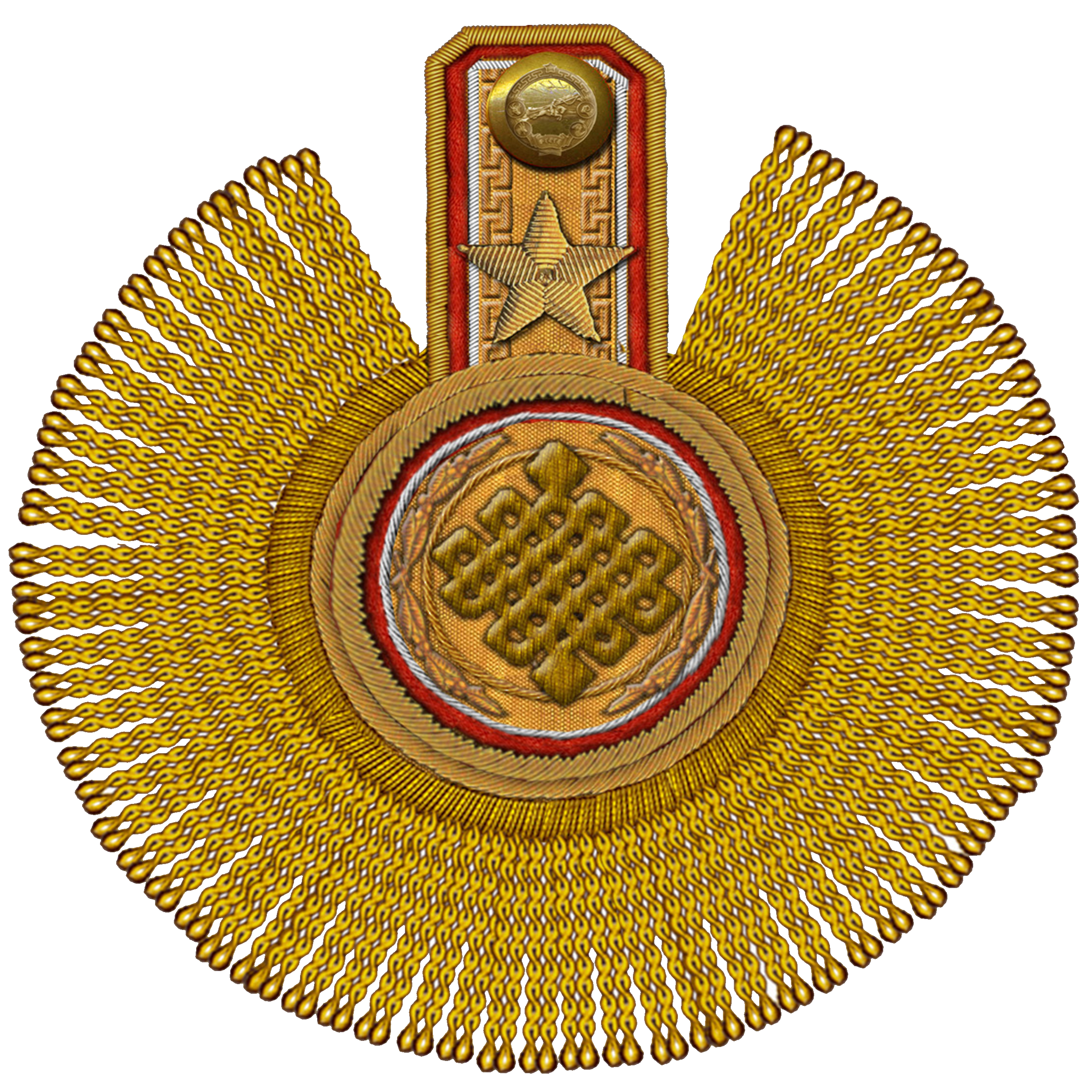
Эполеты